# Hans Hug Kluber

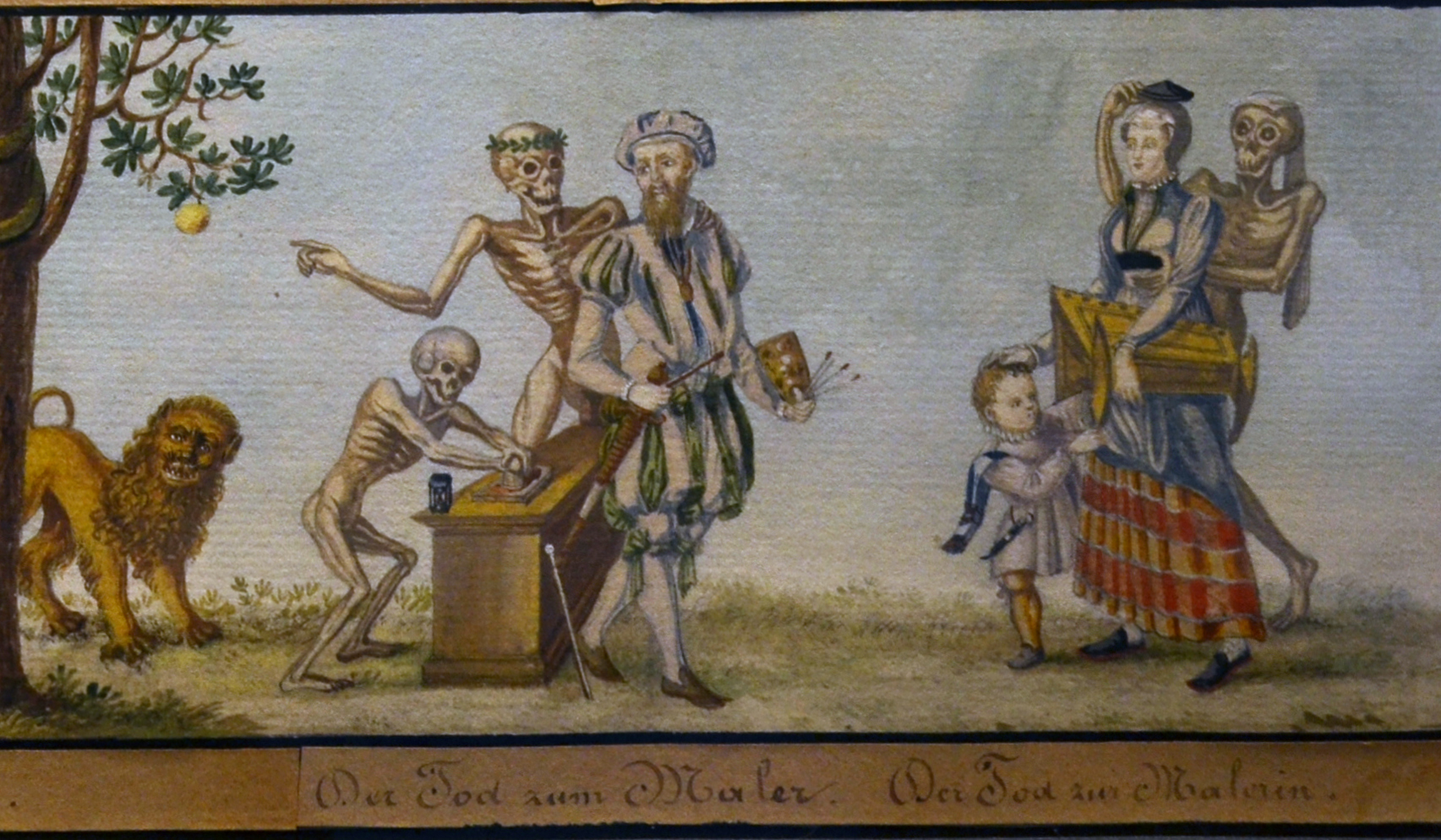
Selbstbildnis Hans Hug Kluber und Familie im Basler Totentanz. Aquarellkopie von Johann Rudolf Feyerabend (1806)

Hans Hug Kluber, auch Klauber oder Gluber (* Winter 1535/1536 in Basel; † 7. Februar 1578 ebenda) war ein Schweizer Porträtmaler, Zeichner und Restaurator.

## Leben

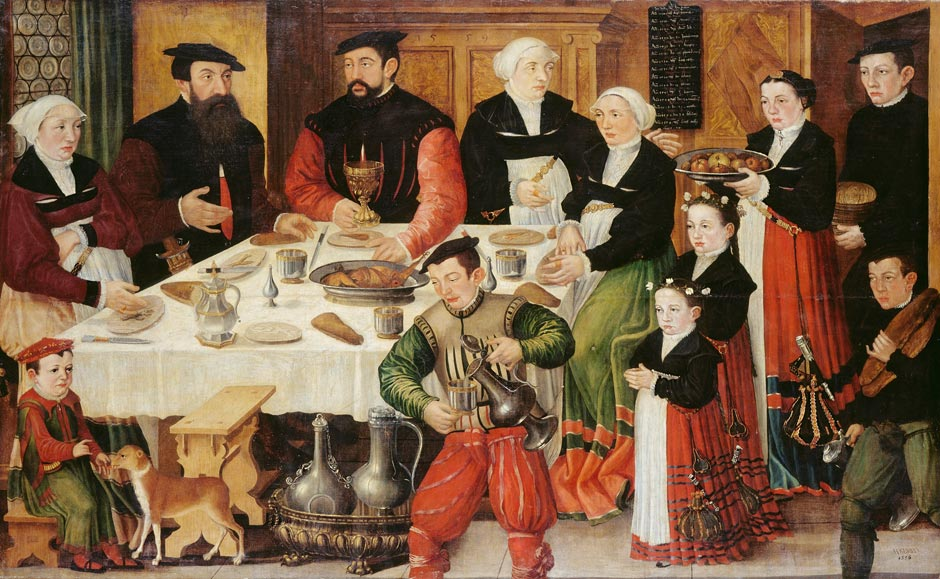
Hans Hug Kluber: Bildnis der Familie des Basler Zunftmeisters Hans Rudolf Faesch und der Anna Glaser (1559), heute im Kunstmuseum Basel

Hans Hug Kluber wurde 1545 im Alter von neun Jahren als Malerlehrling angenommen. Er entwickelte sich als Porträtmaler in Basel zum Nachfolger Holbeins. 1555 wurde er in die Zunft zum Himmel aufgenommen. Zu seinen frühen und von Holbein beeinflussten Porträts gehört das Bild des Hieronymus Frobenius (1557). Aus dem Jahr 1559 hat sich das Familienporträt Faesch erhalten; es gelangte durch Vermittlung des Kunsthändlers Christoph Bernoulli in den Sammlungsbestand des Kunstmuseums Basel.
1562 arbeitete Kluber im Elsass. Der Rat der Stadt Basel beauftragte ihn 1568 mit der Restaurierung der Totentanz-Fresken im Predigerkirchhof (siehe Basler Totentanz), die durch eine Übermalung und recht willkürliche Ergänzung der dazugehörigen Verse geschah. In diesem Zusammenhang fügte er sich selbst und seine Familie in den Totentanz ein. Er starb vermutlich an der Pest. Der Maler Hans Bock der Ältere trat, aus Straßburg kommend, 1571 in seine Werkstatt ein und setzte diese nach dem Tod Klubers fort. Hans Bock begründete mit seinen Söhnen eine Künstlerfamilie. Hans Bock der Ältere war ein Schüler von ihm.
Im Basler Kupferstichkabinett (Inv. Nr.1907.30) befindet sich ein 1569 datierter Scheibenriss mit dem Wappen des Abtes Caspar Molitoris. Er diente wohl als Vorlage für das im Los Angeles County Museum erhaltene Wappenfenster, wurde jedoch wesentlich schlichter ausgeführt.
Zwei Handzeichnungen mit dem Monogramm „HK“, die den Hl. Leodegar (1562) und Pirminius, beide jeweils mit dem Bischofsstab und einem Buch darstellend, werden Hans Kluber zugeschrieben.

## Der Todten-Tantz
In der Schrift der Der Todten-Tantz, wie derselbe in der weitberühmten Stadt Basel, als ein Spiegel Menschlicher Beschaffenheit, gantz künstlich mit lebendigen Farben gemahlet, nicht ohne nutzliche Verwunderung zu sehen ist aus dem Jahr 1786 ist ein Bildnis des Malers mit seiner Frau Barbara (geborene Haller) und seinem Sohn Hans Ulrich, die der Tod ereilt hatte. Unter dem Bildnis sind zwei Tafeln mit folgenden Inschriften.
| |
| Contrafacturen Barbare Hallerin / Hans Hug Klaubers selige eheliche Haußfrawen: sampt ihres Kinds Hanß Vlrich Klauber. Bildnuß Hans Hug Kluber so den Todtentantz zu Basel Anno 1568. auffs newe renoviert: starbe im jahr 1578. den 7. Febr. seines alt. 42. jahr. |